# آن هولمبرغ
آن هولمبرغ (بالإنجليزية: Anne Holmberg)‏ (1938، كولورادو في الولايات المتحدة)؛ كاتِبة وروائية أمريكية.

## السيرة الشخصية
ولدت آن هولمبرج عام 1938 في كولورادو (الولايات المتحدة)، حيث أقامت عائلتها لمدة أربعة أجيال. حصلت على شهادة في الهندسة من جامعة كولورادو. لقد تم ترشيحها أربع مرات (في أعوام 1995 و1996 و1997 و1999) لجائزة الإنجاز الوظيفي من مراجعات كتب رومانتيك تايمز.